# Mortoniellus ovatus
Mortoniellus ovatus är en insektsart som beskrevs av Sigfrid Ingrisch 1995. Mortoniellus ovatus ingår i släktet Mortoniellus och familjen vårtbitare. Inga underarter finns listade i Catalogue of Life.